# Nicky Byrne
Nicholas Bernard James Adam McGarry Byrne Jr. (* 9. října 1978 Dublin) je irský zpěvák, skladatel, rozhlasový moderátor, tanečník, televizní moderátor a bývalý profesionální fotbalista, nejlépe známý jako člen irské hudební skupiny Westlife. Je nejstarším členem kapely. Před svou hudební kariérou hrál ze Irsko profesionálně fotbal. V roce 1998 chtěl Byrne změnit název kapely na West High, ale všichni upřednostňovali název Westlife. Byrne vyprávěl představení The Snowman Christmas Special[ujasnit] a dokument Picture Of You, věnovaný bývalému členovi Boyzone Stephenu Gatelovi, který zemřel 10. října 2009. S manželkou Georginou mají dvojčata Rocco Bertie Byrne a Jay Nicky Byrne a dceru jménem Gia. Byrne je filantrop.
V roce 2016 reprezentoval Irsko na Eurovision Song Contest s písní „Sunlight“, do finále ale nepostoupil.